# Liste der denkmalgeschützten Objekte in Rohr im Gebirge
Die Liste der denkmalgeschützten Objekte in Rohr im Gebirge enthält die 3 denkmalgeschützten unbeweglichen Objekte der Gemeinde Rohr im Gebirge im niederösterreichischen Bezirk Wiener Neustadt-Land.

## Denkmäler
| Foto |                 | Denkmal                                                       | Standort                                             | Beschreibung | Metadaten |
| ---- | --------------- | ------------------------------------------------------------- | ---------------------------------------------------- | --- | --- |
| ja   | Datei hochladen | Kath. Pfarrkirche hl. Ulrich HERIS-ID: 30433 Objekt-ID: 27178 | neben Rohr im Gebirge 4 Standort KG: Rohr im Gebirge | Die schlichte Saalkirche mit vorgestelltem Westturm wurde 1878–79 erbaut. Das ungegliederte Langhaus hat Rundbogenfenster; das Hauptportal mit Vorbau liegt im Norden. Der rechteckige Turm ist mit einem Spitzhelm gekrönt.                                        | BDA-Hist.: Q18629832 Status: § 2a Stand der BDA-Liste: 2025-06-30 Name: Kath. Pfarrkirche hl. Ulrich GstNr.: .102 Pfarrkirche Rohr im Gebirge |
| ja   | Datei hochladen | Pfarrhof HERIS-ID: 30434 Objekt-ID: 27179                     | Rohr im Gebirge 1 Standort KG: Rohr im Gebirge       | Der massige zweigeschoßige Bau unter einem Walmdach mit Dachgauben sowie einem hölzernen Windfang in der Mittelachse steht gegenüber der Pfarrkirche St. Ulrich. | BDA-Hist.: Q37933857 Status: § 2a Stand der BDA-Liste: 2025-06-30 Name: Pfarrhof GstNr.: 1261/5 Pfarrhof, Rohr im Gebirge                     |
| BW   | Datei hochladen | Kleines Blockhaus Hochreith HERIS-ID: 244306seit 2023         | Tiefental 2c Standort KG: Rohr im Gebirge            | In diesem um 1890 für Karl Wittgenstein errichteten Jagdhaus wurden einige Räume um 1906 von Josef Hoffmann eingerichtet. Anmerkung: Die Anlage besteht aus mehreren Gebäuden, unter anderem einem Großen und einem Kleinen Blockhaus, geschützt ist nur letzteres. | BDA-Hist.: Q119231394 Status: Bescheid Stand der BDA-Liste: 2025-06-30 Name: Kleines Blockhaus Hochreith GstNr.: .259                         |